# Observatorio (wyspa w Argentynie)
Wyspa Observatorio (hiszp. Isla Observatorio) – wyspa na Oceanie Atlantyckim w Argentynie, położona około 50 km na wschód od wschodnich krańców Ziemi Ognistej i około siedmiu kilometrów na północ od Wyspy Stanów (Isla de los Estados). Należy do archipelagu Año Nuevo.

## Geografia
Wyspa znajduje się na 54º39'16" szerokości południowej i 64º08'27" długości wschodniej. Ma klimat wilgotny typu patagońskiego.

## Historia
Archipelag leżał na szlaku morskim przez przylądek Horn. Ze względu na trudne warunki żeglugowe, obszary te cieszyły się złą sławą wśród marynarzy. O częstych katastrofach świadczą liczne wraki statków w okolicy. Argentyńska marynarka wojenna postanowiła w związku z tym zainstalować w tym rejonie latarnię morską. 25 maja 1884 uruchomiono latarnię morską San Juan del Salvamento na Wyspie Stanów. Latarnię tę zastąpiono w 1901 tzw. Latarnią Noworoczną (hiszp. Faro Año Nuevo) na Observatorio, która rozpoczęła działalność w roku następnym. Latarnia to wieża o wysokości 21,70 m, pomalowana w białe i szare poziome pasy. Ma zasięg ponad 18 mil morskich. Obok zbudowano obserwatorium magnetyczne założone przez porucznika Horacio Ballvé wraz z budynkami towarzyszącymi, magazynami, ciasnym portem i molem na potrzeby gwałtownie rozwijających się wypraw antarktycznych (z bazy korzystał m.in. Otto Nordenskjöld i Jean-Baptiste Charcot). W 1917 wszystkie obiekty (prócz latarni) zostały wyłączone z obsługi ze względu na zmniejszenie ruchu morskiego w wyniku otwarcia Kanału Panamskiego. Latarnia w 1999 została ogłoszona pomnikiem historii narodowej Argentyny. Pomiędzy grudniem 2002 a styczniem 2003 służby argentyńskiej marynarki wojennej dokonały napraw w latarni morskiej. W 2011 miejsce, w którym funkcjonowało obserwatorium magnetyczne i meteorologiczne, zostało uznane za Narodowe Miejsce Historyczne (Lugar Histórico Nacional).
W 2002 umieszczono w pozostałościach zabudowań tablicę upamiętniającą stulecie ochrony statków na południowym krańcu Argentyny.

## Fauna
Wyspę zamieszkują petrele antarktyczne i pingwiny magellańskie. Latarnicy wprowadzili też króliki, nie występujące tu naturalnie.

## Turystyka
Wyspa jest częścią rezerwatu przyrody Wyspy Stanów i dostęp dla turystów jest na nią ograniczony. Turyści przybywający drogą morską z miasta Ushuaia mogą przebywać na wyspie jedynie w dzień, a na noc muszą powracać na statki. Znajduje się tu punkt kontrolny argentyńskiej marynarki wojennej.